# وینفارتینگ
وینفارتینگ (به انگلیسی: Winfarthing) یک روستا و محله مدنی در بریتانیا است که در South Norfolk واقع شده‌است. وینفارتینگ ۱۰٫۸۰ کیلومتر مربع مساحت و ۵۰۳ نفر جمعیت دارد.